# Margareth Sandström
Margareth Elisabeth Sandström-de Wit, tidigare Sandström, född 2 juni 1950 i Norrköpings Hedvigs församling, Östergötlands län, är en svensk silversmed.  
Sandström är gift med silversmeden Peter de Wit. Hon studerade vid Sveriges Juvelerare- och Guldsmedsförbunds skola Strålsnäs i Mjölby 1967–1971 och Fachhochschule fûr Gestaltung i Pforzheim 1971–1973 samt Koninklijke academie voor beeldende kunsten, Den Haag 1977–1978. Hon har varit verksam som fristående silversmed och formgivare med egen ateljé sedan 1973. Sandström är representerad vid bland annat Nationalmuseum i Stockholm och Röhsska konstslöjdmuseet i Göteborg.